# Горобец, Руслан Борисович
Русла́н Бори́сович Горобе́ц (19 июня 1956, Боярка, Киевская область — 25 апреля 2014, там же) — певец, композитор, аранжировщик. Заслуженный артист РФ (1994). Заслуженный деятель искусств РФ (2008). С 1983 по 1996 год — солист-инструменталист (клавишник) и руководитель группы «Рецитал», которая аккомпанировала Алле Пугачёвой в сольных концертах.

## Обучение
- Окончил специальную школу-десятилетку при Киевской консерватории им. П. И. Чайковского
- Окончил Киевское музыкальное училище им. Глиэра по классу хорового дирижирования.
- Окончил композиторский факультет Краснодарской академии искусств.[1]

## Биография
Играл в музыкальных коллективах: «Эней», «Граймо», «Крок», «Чаривни гитары», «Красные маки», «Карнавал», «Рецитал». На его музыку оказывало влияние творчество Л. В. Бетховена, П. И. Чайковского, Стиви Уандера, Стинга. Сотрудничал с эстонским певцом Яаком Йоалой.
С 1983 года по приглашению Аллы Пугачёвой 14 лет работал в группе «Рецитал». Работая с Пугачёвой, он являлся дирижёром и аранжировщиком музыкальной программы «Пришла и говорю», принимал участие в её многочисленных «Рождественских встречах».
Как композитор сотрудничал с такими поэтами, как Михаил Танич, Павел Жагун. Песни Руслана Горобца исполняли Алла Пугачёва, Валерий Леонтьев, Алексей Глызин, Александр Барыкин, Анне Вески, Михаил Боярский, Александр Кальянов и многие другие артисты. Особую популярность Горобцу принесли песни на стихи Михаила Танича в исполнении Ларисы Долиной, с которой он в 1997 году записал альбом «Погода в доме».
Член Союза московских композиторов.
Скончался на 58-м году жизни в 8 часов 30 минут утра 25 апреля 2014 года предположительно по причине оторвавшегося тромба в Боярке, где и был похоронен.

## Награды
- почётное звание «Заслуженный артист Российской Федерации» (12 января 1994 года) — за заслуги в области искусства[5]
- почётное звание «Заслуженный деятель искусств Российской Федерации» (8 февраля 2008 года) — за заслуги в области искусства[6]

## Избранные песни
- «Аэропорт» (слова Михаил Танич), исполняет Александр Барыкин
- «Дарю тебе Москву» (1997) (слова Михаил Танич), исполняет Лариса Долина
- «Обижаюсь» (1997) (слова Михаил Танич), исполняет Лариса Долина
- «Марадона» (слова Михаил Танич), исполняет Анне Вески
- «Раба любви» (слова Михаил Танич), исполняет Надежда Чепрага
- «Разгуляй» (слова Михаил Танич), исполняет Ольга Зарубина
- «Погода в доме» (1996) (слова Михаил Танич), исполняет Лариса Долина
- «Гитара» (слова Илья Резник), исполняет Алла Пугачёва
- «Падает снег» (слова Павел Жагун), исполняет Михаил Боярский
- «Ресторан» (слова Михаил Танич), исполняет Лариса Долина
- «Ты меня не забывай» (1998) (слова Павел Жагун), исполняет Валерий Леонтьев
- «Бездомная любовь» (1999) (слова Николай Денисов), исполняет Валерий Леонтьев
- «Серебряная музыка» (1999) (слова Павел Жагун), исполняет Валерий Леонтьев
- «Время мчится» (слова Павел Жагун), исполняет Яак Йоала
- «Разберёмся» (слова Михаил Танич), исполняет Яак Йоала
- «Небо с овчинку» (слова Симон Осиашвили), исполняет Александр Кальянов
- «Незабудки-одуванчики» (слова Михаил Танич), исполняет ВИА «Весёлые ребята» (солист Алексей Глызин)
- «Непоседа» (слова Михаил Файбушевич), исполняет Руслан Горобец

## Список песен группыЛесоповал, музыку к которым написал Руслан Горобец
- «Голубика»
- «Кормилец»
- «Первое солнышко марта»
- «Годы»
- «Метеорит»
- «Я понимаю»
- «Недотроги»
- «Дуралей»
- «Площадь Трубная»
- «Твист»
- «Свобода, блин!»
- «Сто двадцать прописью»
- «Прорвусь!»